# تپه گبرخانه
تپه گبرخانه مربوط به دوره اشکانیان - دوره ساسانیان است و در شیروان، ۱۷ کیلومتر جنوبشرقی شهر واقع شده و این اثر در تاریخ ۲۳ فروردین ۱۳۴۶ با شمارهٔ ثبت ۶۹۸ به‌عنوان یکی از آثار ملی ایران به ثبت رسیده‌است.